# Tutti i miei sogni
Tutti i miei sogni è un album raccolta dei successi di Riccardo Cocciante pubblicato in tre CD. È questo l'unico album in cui si può reperire su disco il brano Per Lei del 1994, versione in italiano di I'd Fly, inclusa nell'album  Un uomo felice.

## Tracce

### CD 1
1. Ora che io sono luce - 1:52
2. Uomo - 2:59
3. Poesia - 3:40
4. Bella senz'anima - 4:29
5. Lucia - 4:33
6. Quando finisce un amore - 4:44
7. L'alba - 4:23
8. Era già tutto previsto - 4:15
9. Il tagliacarte - 3:17
10. Margherita - 4:33
11. Primavera - 4:58
12. Quando si vuole bene - 3:49
13. Notturno - 3:58
14. La lunga strada - 4:48
15. A mano a mano - 4:14
16. Io canto - 4:27
17. Il treno - 4:30
18. Fiaba - 2:50

### CD 2
1. Cervo a primavera - 4:11
2. Tu sei il mio amico carissimo - 3:10
3. Non è stato per caso - 2:56
4. Celeste nostalgia - 4:14
5. Un nuovo amico - 3:32
6. Un buco nel cuore - 4:54
7. È passata una nuvola - 3:53
8. In bicicletta - 5:06
9. Sulla terra io e lei - 4:21
10. Sulla tua pelle - 3:47
11. Sincerità - 3:26
12. Il mare dei papaveri - 3:38
13. Due - 3:24
14. Al centro del silenzio - 3:19
15. Questione di feeling - duetto con Mina - 4:38
16. Il funambolo - 4:31
17. Indocina - 5:35
18. La grande avventura - 6:05

### CD 3
1. Se stiamo insieme - 4:42
2. Vivi la tua vita - 3:41
3. Jimi suona - 4:31
4. E mi arriva il mare - duetto con Paola Turci - 5:32
5. La nostra lingua italiana - 4:10
6. Amarsi come prima - 4:01
7. Questo nostro grande amore - 4:16
8. Amore - duetto con Mina - 5:16
9. Ti amo ancora di più - 3:44
10. Innamorato - 3:58
11. Per lei - 4:29
12. Il mio rifugio - 3:38
13. L'onda - 4:29
14. Sulle labbra e nel pensiero - 4:14
15. La musica senza perché - 4:10
16. Tu Italia - 5:09